# Mikrokwazar

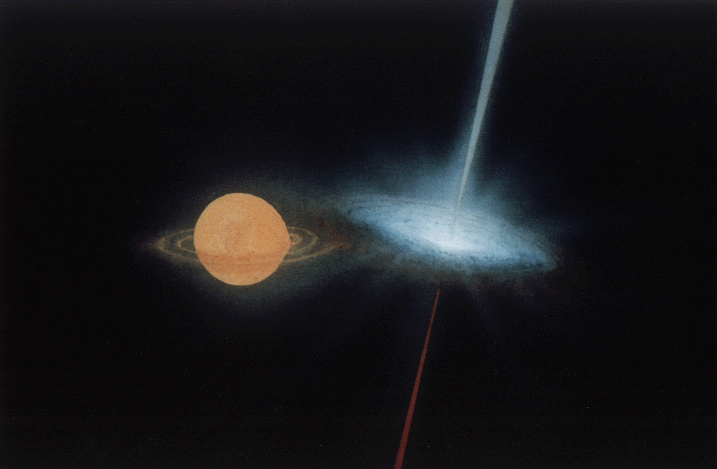
Wizja artystyczna mikrokwazara SS 433

Mikrokwazar – obiekt podobny do kwazara, ale dużo mniejszy. Mikrokwazary to gwiazdowe układy podwójne w Galaktyce o wielu wspólnych cechach z kwazarami. Wykazują silną i zmienną emisję radiową, widoczny relatywistyczny dżet, i często efekt pozornej nadświetlnej ekspansji dżetu. Znaczną część energii emitują w zakresie promieniowania rentgenowskiego. Są to jednak obiekty gwiazdowe, składające się z gwiazdy oddającej masę oraz gwiazdy zwartej – gwiazdy neutronowej lub czarnej dziury – na którą gaz opada za pośrednictwem dysku akrecyjnego. Można je uważać za radiowo głośne układy rentgenowskie. Od kwazarów różnią się masą – czarne dziury w aktywnych galaktykach mają masę miliona lub nawet miliarda mas Słońca, a mikrokwazary – obiekt centralny o masie do kilkunastu mas Słońca. Różnią się także źródłem opadającej materii – w kwazarach jest to materia galaktyki macierzystej, w mikrokwazarach towarzysz. W obu typach obiektów zachodzą podobne procesy, jednak ze względu na wielokrotnie mniejszą masę przebieg tych samych zjawisk jest wielokrotnie szybszy w mikrokwazarze: zjawiska zachodzące w mikrokwazarze w skali jednego dnia w kwazarze zajdą na przestrzeni tysięcy lat.

## Niektóre mikrokwazary
- 4U 0614+091
- LS I +61 303 (obiekt odkryty w zakresie bardzo twardego promieniowania gamma)
- SS 433
- GRS 1915+105
- Cygnus X-1